# Премия Летельера — Моффит в области прав человека
Премия Летельера — Моффит в области прав человека (англ. Letelier-Moffitt Human Rights Award) — ежегодно присуждаемая Вашингтонским институтом политических исследований (Institute for Policy Studies, IPS) лицам и организациям, отличившимся в области прав человека в Америке.
Премия Летелье-Моффита по правам человека посвящена памяти чилийца Орландо Летельера и гражданки США Ронни Моффитт, которые в 1976 году были убиты в Вашингтоне, округ Колумбия, агентами чилийской секретной службы. Премия впервые стала присуждаться в 1978 году.

## Лауреаты
| Год  | Лауреаты премии |                                                                                  |
| ---- | --- | -------------------------------------------------------------------------------- |
| 1978 | Рубин, Сэмюэл Чавис, Бенджамин |                                                                                  |
| 1979 | The Association of Relatives of Disappeared People (Чили) Альфред "Скип" Робинсон, United League of Mississippi                                                                     |                                                                                  |
| 1980 | Офис юридической помощи Архиепархии Сан-Сальвадора Преподобный Випфлер, Уильям, Национальный совет церквей                                                                          |                                                                                  |
| 1981 | Тимерман, Хакобо Конгрегация Сестёр Мэрикнолл Святого Доминика |                                                                                  |
| 1982 | Кардинал Арнс, Паулу Эваристу (Сан-Паулу, Бразилия) The Infant Formula Action Coalition (INFACT)                                                                                    |                                                                                  |
| 1983 | Центр правовых и социальных исследований (CELS, Аргентина) Отец Джозеф Брайан Хехир, Конференция католических епископов США                                                         |                                                                                  |
| 1984 | Кустодио, Рамон, президент Комитета по защите прав человека в Гондурасе The Sanctuary movement Преподобный Чарльз Харпер (специальная награда)                                      |                                                                                  |
| 1985 | Grupo de Apoyo Mutuo (GAM, Гватемала) Движение за свободную Южную Африку Frances Arbour (специальная награда)                                                                       |                                                                                  |
| 1986 | Викариат Солидарности (Чили) Сигер, Пит |                                                                                  |
| 1987 | Епископ Марио Меланио Медина Салинас(Парагвай) Вашингтонский офис по Латинской Америке (WOLA)                                                                                       |                                                                                  |
| 1988 | Радио Soleil (Гаити) Доктор Чарльз Л. Клементс |                                                                                  |
| 1989 | The Union of Indigenous Nations of Brazil Институт глобального труда и прав человека в Сальвадоре Роберт Шеррер (специальная награда за признание)                                  |                                                                                  |
| 1990 | Национальный координационный комитет по правам человека Перу Трумка, Ричард, президент Объединённых горняков Америки Отец Джим Фелтс и Proyecto de Cristo Rey (специальная награда) |                                                                                  |
| 1991 | Хорхе Гомес Лизарасо, президент Регионального комитета по защите прав человека (Барранкабермеха, Колумбия) La Mujer Obrera (Эль Пасо, США)                                          |                                                                                  |
| 1992 | Поль, Эванс, мэр Порт-о-Пренс, Гаити Сэм Буффоне и Майкл Тигар, адвокаты по делу Орландо Летелье Саул Ландау (специальная награда)                                                  |                                                                                  |
| 1993 | Епископ Сэмюэл Руис и Fray Bartolomé de las Casas Human Rights Center (Чьяпас, Мексика) Мэриан Крамер и National Welfare Rights Union                                               |                                                                                  |
| 1994 | Белафонте, Гарри (специальная награда) Коалиция за справедливость в макиладорах Конфедерация коренных народов Эквадора (CONAIE)                                                     |                                                                                  |
| 1995 | Дженнифер Харбери (специальная награда) Роуз Джонсон, директор проекта Центра демократического обновления в Джорджии Haitian Human Rights Platform                                  |                                                                                  |
| 1996 | Фарис Харви (специальная награда) Asian Immigrant Women Advocates (AIWA) Лео Валладарес                                                                                             |                                                                                  |
| 1997 | Преподобный доктор Мак Чарльз Джонс (специальная награда, посмертно) Sin Fronteras Organizing Project Alianza Civica                                                                |                                                                                  |
| 1998 | Роуз Сандерс Coordinacion Colombia-Europa |                                                                                  |
| 1999 | Хуан Гарсес Kensington Welfare Rights Union |                                                                                  |
| 2000 | Оскар Оливера, координатор по защите воды и жизни (Боливия) November Coalition |                                                                                  |
| 2001 | Отмечены все предыдущие лауреаты в честь 25 годовщины премии |                                                                                  |
| 2002 | Епископ Рамассини Имери, Альваро Леонель (Гватемала) Jobs with Justice Наул Охеда (специальная награда, посмертно)                                                                  |                                                                                  |
| 2003 | Нэнси Санчес Мендес CASA de Maryland Лула да Силва, Луис Инасиу (специальная награда)                                                                                               |                                                                                  |
| 2004 | Херш, Сеймур Military Families Speak Out |                                                                                  |
| 2005 | Хуан Гусман Тапиа Barrios Unidos |                                                                                  |
| 2006 | Арар, Махер и Центр конституционных прав Кампания обновления побережья Мексиканского залива                                                                                         |                                                                                  |
| 2007 | Сенатор Петро, Густаво (Колумбия) Appeal for Redress DC Vote (специальная награда)                                                                                                  |                                                                                  |
| 2008 | Франсиско Соберон и Asociación Pro-Derechos Humanos (Перу) Indian Workers Congress                                                                                                  |                                                                                  |
| 2009 | Domestic Workers United La Mesa Nacional Frente a la Minería Metálica (Сальвадор)                                                                                                   |                                                                                  |
| 2010 | National Day Laborer Organizing Network (NDLON) Honduras Human Rights Platform Архив национальной полиции Гватемалы                                                                 |                                                                                  |
| 2011 | Wisconsin Progressive Movement Вифлеем (Bethlehem), приют для мигрантов (Мексика)                                                                                                   |                                                                                  |
| 2012 | City Life/Vida Urbana Чилийское студенческое движение (Конфедерация чилийских студентов)                                                                                            |                                                                                  |
| 2013 | Отмечены все предыдущие лауреаты в честь 50 годовщины премии |                                                                                  |
| 2014 | Робин Рейнеке из Центра Колибри по правам человека Mesoamerican Initiative of Women Human Rights Defenders Мендес, Хуан Эрнесто                                                     |                                                                                  |
| 2015 | Дэрил Аткинсон и Southern Center for Social Justice Альмудена Бернабеу и Центр справедливости и ответственности                                                                     |                                                                                  |
| 2016 | 40 лет со дня убийства Орландо Летелье и Ронни Карпен Моффитт Отмечены все предыдущие лауреаты                                                                                      |                                                                                  |
| 2017 | Опал Томети и Черный Альянс за справедливую иммиграцию (Black Alliance for Just Immigration, BAJI) Хавьер Рохас Уриана                                                              |                                                                                  |
| 2018 | Рабочий центр расовой справедливости Нового Орлеана Derechos Humanos y Medio Ambiente (DHUMA)                                                                                       |                                                                                  |
| 2019 | Zero Hour | Comité Municipal en Defensa de Bienes Comunes y Naturales del Municipio de Tocoa |
| 2020 | Awood Center Ассоциация коренных народов Бразилии (Association of Brazil’s Indigenous Peoples, APIB)                                                                                |                                                                                  |
| 2021 | Коалиция за отмену пыток и поддержку выживших (TASSC) | Black Fraternal Organization of Honduras (OFRANEH)                               |
| 2022 | Профсоюз Amazon Movimiento por Nuestros Desaparecidos en México |                                                                                  |
| 2023 | Black + Pink | Tutela Legal Doctora Maria Julia Hernandez                                       |